# Crnogorski fudbalski kup 2021-2022
La Crnogorski fudbalski kup 2021-2022 (in italiano Coppa montenegrina di calcio 2021-2022), conosciuta anche come Kup Crne Gore u fudbalu 2021-2022, è stata la 16ª edizione della coppa del Montenegro di calcio, iniziata il 27 ottobre 2021 e terminata il 29 maggio 2022. Il Budućnost, squadra campione in carica, si è riconfermato conquistando il trofeo per la quarta volta nella sua storia.

## Formula
La formula è quella dell'eliminazione diretta, in caso di parità al 90º minuto si va direttamente ai tiri di rigore senza disputare i tempi supplementari (eccetto in finale). Gli accoppiamenti sono stati decisi tramite sorteggio.
| Turno            | Numero di incontri | Squadre | Entrano in questo turno       | Date                         |
| ---------------- | ------------------ | ------- | ----------------------------- | ---------------------------- |
| Ottavi di finale | 16                 | 16 → 8  | Prva liga (10) Druga liga (6) | 27 ottobre 2021              |
| Quarti di finale | 8                  | 8 → 4   | –                             | 24 novembre 2021             |
| Semifinali       | 4                  | 4 → 2   | –                             | 20 aprile 2022 4 maggio 2022 |
| Finale           | 1                  | 2 → 1   | –                             | 29 maggio 2022               |

### Squadre partecipanti
A questa edizione partecipano 16 squadre: 10 della Prva liga e 6 della Druga liga.
Prva liga
- Budućnost
- Dečić
- Iskra Danilovgrad
- Jezero
- Mornar
- Petrovac
- Podgorica
- Rudar Pljevlja
- Sutjeska
- Zeta

Druga liga
- Arsenal Tivat
- Bokelj
- Igalo
- Jedinstvo Bijelo Polje
- Kom
- OFK Titograd

## Ottavi di finale
Il sorteggio è stato effettuato il 18 ottobre 2021.
| Squadra 1       | Risultato       | Squadra 2              |
| --------------- | --------------- | ---------------------- |
| 27 ottobre 2021 |                 |                        |
| Bokelj          | 1 – 2           | Sutjeska               |
| Dečić           | 2 – 0           | Petrovac               |
| Podgorica       | 2 – 0           | Zeta                   |
| Igalo           | 0 – 0 (4-3 dtr) | Mornar                 |
| Jezero          | 1 – 3           | Budućnost              |
| Kom             | 0 – 1           | Iskra Danilovgrad      |
| Rudar Pljevlja  | 3 – 0           | Arsenal Tivat          |
| OFK Titograd    | 1 – 0           | Jedinstvo Bijelo Polje |

## Quarti di finale
Il sorteggio è stato effettuato il 15 novembre 2021.
| Squadra 1         | Risultato | Squadra 2      |
| ----------------- | --------- | -------------- |
| 24 novembre 2021  |           |                |
| Iskra Danilovgrad | 2 – 0     | Igalo          |
| Sutjeska          | 4 – 0     | Podgorica      |
| OFK Titograd      | 0 – 2     | Dečić          |
| Budućnost         | 2 – 0     | Rudar Pljevlja |

## Semifinali
Il sorteggio è stato effettuato l'11 aprile 2022.
| Squadra 1                      | Totale | Squadra 2 | Andata | Ritorno |
| ------------------------------ | ------ | --------- | ------ | ------- |
| 20 aprile 2022 / 4 maggio 2022 |        |           |        |         |
| Iskra Danilovgrad              | 2 – 3  | Dečić     | 1 – 1  | 1 – 2   |
| Budućnost                      | 5 – 1  | Sutjeska  | 3 – 0  | 2 – 1   |

## Finale
| Arbitro: | Nikola Dabanović |

|            |           |  |
| Ćuković 9’ | Marcatori |  |